# Hannah Mesch
Hannah Mesch (* 3. Dezember 2004) ist eine deutsche Fußballspielerin.

## Karriere

### Vereine
Mesch begann in der Gemeinde Meeder im oberfränkischen Landkreis Coburg beim dort ansässigen Mehrspartensportverein TSV Meeder im Alter von vier Jahren mit dem Fußballspielen. Im Jahr 2014 wechselte sie in das Nachwuchsleistungszentrum des FC Coburg, dem sie bis 2019 angehörte.
Im Alter von 15 Jahren gelangte sie ins renommierte Sportgymnasium Johann Chr. Fr. GutsMuths – nur fünf Fahrradminuten vom Trainingsgelände des FF USV Jena entfernt. Für die B-Jugendmannschaft kam sie in der Staffel Nord/Nordost der B-Juniorinnen-Bundesliga in zwei Spielen zum Einsatz, in der ihr ein Tor gelang. Es waren die letzten beiden Spieltage der aufgrund der COVID-19-Pandemie abgebrochenen Saison, in der kein Meister ermittelt wurde.
Mit der Abgabe des Spielrechts für alle Mannschaften an den FC Carl Zeiss Jena, spielte sie für diesen eine Saison lang. Noch als B-Jugendspielerin rückte sie in die erste Mannschaft auf, bestritt am 18. und 25. Oktober 2020 zunächst zwei Punktspielen für die zweite Mannschaft in der Staffel Süd der drittklassigen Regionalliga Nordost erstmals im Seniorinnenbereich. Bei ihrem Debüt im Heimspiel gegen den FC Phoenix Leipzig trug sie mit ihren ersten beiden Toren zum 4:0-Sieg bei. Für die erste Mannschaft debütierte sie am  21. März 2021 (4. Spieltag) in der Staffel Nord der 2. Bundesliga. Beim 1:1-Unentschieden im Heimspiel gegen den 1. FFC Turbine Potsdam gelang ihr mit dem Treffer zur 1:0-Führung in der 48. Minute ihr erstes Tor in dieser Spielklasse.
In der Folgesaison spielte sie aufgrund des Aufstieges ihrer Mannschaft in die Bundesliga in dieser Spielklasse erstmals am 12. November 2021 (8. Spieltag) mit Einwechslung für Verena Volkmer ab der 81. Minute. Nach der 0:6-Niederlage im Auswärtsspiel gegen Eintracht Frankfurt folgten sechs weitere Saisonspielen, die allesamt verloren wurden. Mit dem Abstieg ihrer Mannschaft in die 2. Bundesliga, kam sie in dieser Spielklasse in 16 Punktspielen zum Einsatz, in denen sie ein Tor erzielte. Es war der 2:1-Führungstreffer in der 55. Minute beim 5:1-Sieg im Heimspiel gegen den 1. FC Köln. Des Weiteren wurde sie auch in der zweiten Mannschaft in der drittklassigen Regionalliga Nordost eingesetzt. In ihren drei Punktspielen, gelangen ihr im ersten Spiel zwei Tore. Im DFB-Pokalwettbewerb wurde sie dreimal eingesetzt, wobei die Spiele gegen den FC Bayern München (0:2, 1:9) und den SC Freiburg (0:4) jeweils verloren wurden.

### Auswahlmannschaft
Als Spielerin der U14-Auswahlmannschaft des Bayerischen Fußball-Verbandes nahm sie im Mai 2017 an der Sportschule Wedau in Duisburg am Turnier um den DFB-Länderpokal teil, in dem sie in zwei Spielen mitwirkte. Ein Jahr später an selber Stätte bestritt sie drei von vier Spielen um den DFB-Länderpokal und erzielte im letzten Spiel gegen die Auswahlmannschaft des Württembergischen Fußballverbandes das 1:0-Siegtor.

## Erfolge
- Staffelsieger Nord 2. Bundesliga 2021 und Aufstieg in die Bundesliga
- DFB-Länderpokal-Sieger 2018